# فرودگاه یئوسو
فرودگاه یئوسو  (به انگلیسی: Yeosu Airport) (به زبان بومی: 여수공항) یک فرودگاه همگانی  با کد یاتا RSU است . این فرودگاه در شهر یئوسو کشور کره جنوبی قرار دارد و در ارتفاع ۱۶ متری از سطح دریا واقع شده است.